# Roentgenio
Il roentgenio (vecchio nome temporaneo unununio) è l'elemento chimico della tavola periodica degli elementi che ha come simbolo Rg (vecchio simbolo temporaneo Uuu) e come numero atomico il 111. Ha un peso atomico pari a 272 che lo rende uno degli atomi super-pesanti.
Il roentgenio è stato osservato per la prima volta nel 1994 e da allora sono stati sintetizzati diversi isotopi. Il più stabile ad oggi conosciuto è il 281Rg, con un'emivita di circa 20 secondi, che decade in meitnerio mediante fissione spontanea, come altri isotoni N=170.

## Storia
È stato creato per la prima volta al Gesellschaft für Schwerionenforschung (GSI) di Darmstadt, Germania l'8 dicembre 1994. Sono stati creati solo tre atomi (tutti di Rg-272), dalla fusione di bismuto-209 e nichel-64 in un acceleratore lineare (il nichel è stato bombardato sul bismuto).
Il nome roentgenio è stato proposto dal team GSI in onore di Wilhelm Röntgen, ed accettato come nome permanente il 1º novembre 2004; prima di questa data era stato temporaneamente battezzato unununio, come in 1-1-1-io, dalla IUPAC.
A differenza degli altri elementi del gruppo 11, il roentgenio non è (e non può essere) un metallo da conio.

## Isotopi

### Nucleosintesi
La seguente tabella mostra i tentativi di ottenere isotopi dell'elemento 111, mediante combinazioni bersaglio-proiettile che potrebbero formare nuclei composti con Z=111.
| Bersaglio | Proiettile | Isotopo  | Risultato          |
| --------- | ---------- | -------- | ------------------ |
| 20882Pb   | 6529Cu     | 273111Rg | Riuscita           |
| 20983Bi   | 6428Ni     | 273111Rg | Riuscita           |
| 23290Th   | 4521Sc     | 277111Rg | Riuscita           |
| 23191Pa   | 4820Ca     | 279111Rg | Non ancora tentata |
| 23892U    | 4119K      | 280111Rg | Non ancora tentata |
| 23793Np   | 4018Ar     | 277111Rg | Non ancora tentata |
| 24494Pu   | 3717Cl     | 281111Rg | Non ancora tentata |
| 24395Am   | 3616S      | 279111Rg | Non ancora tentata |
| 24896Cm   | 3115P      | 279111Rg | Non ancora tentata |
| 24997Bk   | 3014Si     | 279111Rg | Non ancora tentata |
| 24998Cf   | 2713Al     | 276111Rg | Non ancora tentata |